# Traverella holzenthali
Traverella holzenthali är en dagsländeart som beskrevs av Lugo-ortiz och Mccafferty 1996. Traverella holzenthali ingår i släktet Traverella och familjen starrdagsländor. Inga underarter finns listade i Catalogue of Life.